# Hà Lâm
Hà Lâm là một xã thuộc huyện Đạ Huoai, tỉnh Lâm Đồng, Việt Nam.

## Địa lý
Xã Hà Lâm có vị trí địa lý:
- Phía đông giáp thị trấn Đạ M'ri và xã Bà Gia
- Phía tây giáp thị trấn Ma Đa Guôi
- Phía nam giáp tỉnh Bình Thuận
- Phía bắc giáp xã Đạ Pal và xã Quảng Trị.

Xã Hà Lâm có diện tích 124,21 km², dân số năm 2022 là 7.743 người, mật độ dân số đạt 62 người/km².

## Hành chính
Xã Hà Lâm được chia thành 8 thôn: 1, 2, 3, 4, Bình An, Lạc Hồng, Phước Trọng, Phước Trung.

## Lịch sử
Ngày 6 tháng 6 năm 1986, Hội đồng Bộ trưởng ban hành Quyết định số 67-HĐBT về việc thành lập xã Hà Lâm trên cơ sở 7.750 hécta đất và 706 nhân khẩu của xã Đạ M'ri.
Ngày 31 tháng 12 năm 2002, Chính phủ ban hành Nghị định số 112/2002/NĐ-CP về việc thành lập xã Phước Lộc trên cơ sở 7.766 ha diện tích tự nhiên và 3.008 nhân khẩu của xã Hà Lâm.
Sau khi điều chỉnh địa giới hành chính, xã Hà Lâm còn lại 4.414 ha diện tích tự nhiên và 2.611 nhân khẩu.
Ngày 21 tháng 1 năm 2020, HĐND tỉnh Lâm Đồng ban hành Nghị quyết số 166/NQ-HĐND về việc:
- Thành lập thôn Lạc Hồng trên cơ sở thôn Phước Lạc và thôn Phước Hồng.
- Thành lập thôn Bình An trên cơ sở thôn Phước An và thôn Phước Bình.

Tính đến ngày 31 tháng 12 năm 2022, xã Hà Lâm có 4 thôn: 1, 2, 3, 4. Xã Phước Lộc có 4 thôn: Bình An, Lạc Hồng, Phước Trọng, Phước Trung.
Ngày 24 tháng 10 năm 2024, Ủy ban Thường vụ Quốc hội ban hành Nghị quyết số 1245/NQ-UBTVQH15 về việc sắp xếp đơn vị hành chính cấp huyện, cấp xã của tỉnh Lâm Đồng giai đoạn 2023 – 2025 (nghị quyết có hiệu lực từ ngày 1 tháng 12 năm 2024). Theo đó, sáp nhập toàn bộ 80,83 km² diện tích tự nhiên và quy mô dân số là 3.540 người của xã Phước Lộc vào xã Hà Lâm.
Xã Hà Lâm có 124,21 km² diện tích tự nhiên và quy mô dân số là 7.743 người.